# ジュリン作戦
ジュリン作戦(ジュリンさくせん、Operation Julin)とはアメリカ合衆国が1991年から1992年にかけてネバダ核実験場で行った一連の核実験。この作戦はスカルピン作戦に続いて行われ、これがアメリカ合衆国が行った爆発をともなう核実験の最後となるが、爆発をともなわない臨界前核実験は現在でも続いている。
ジュリン作戦では8回の核実験が行われ、全て地下核実験である。詳細は以下の通り。
| 実験名                         | 実施日         | 核出力      |
| ------------------------------ | -------------- | ----------- |
| LUBBOCK                        | 1991年10月18日 | 20 - 150 kt |
| BRISTOL                        | 1991年11月26日 | 20 kt未満   |
| JUNCTION                       | 1992年3月26日  | 20 - 150 kt |
| DIAMOND FORTUNE                | 1992年4月30日  | 20 kt未満   |
| VICTORIA                       | 1992年6月19日  | 20 kt未満   |
| GALENA-YELLOW、-ORANGE、-GREEN | 1992年6月23日  | 3回/低出力  |
| HUNTERS TROPHY                 | 1992年9月18日  | 20 kt未満   |
| DIVIDER                        | 1992年9月23日  | 20 kt未満   |